# 飯田站
- 關於位於石川縣珠洲市的廢站，請見「飯田站 (石川縣)」。
- 關於佐賀縣鹿島市的車站，請見「肥前飯田站」。

飯田站（日语：／ Iida eki */?）是位於日本長野縣飯田市上飯田的東海旅客鐵道（JR東海）飯田線鐵路車站。
特急「伊那路」、快速「美鈴」的發着站與飯田線内的主要車站。

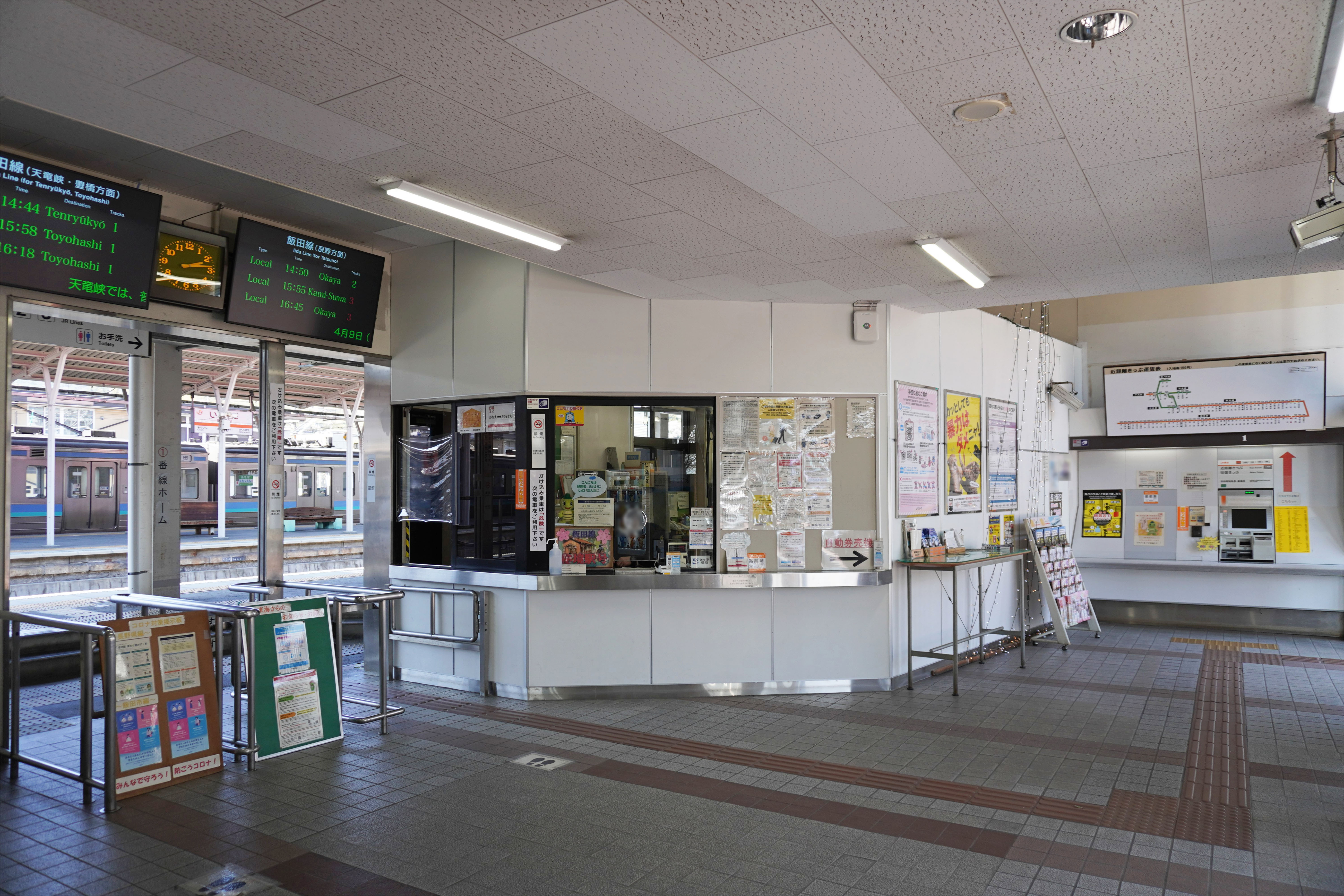
閘口(2023年4月)

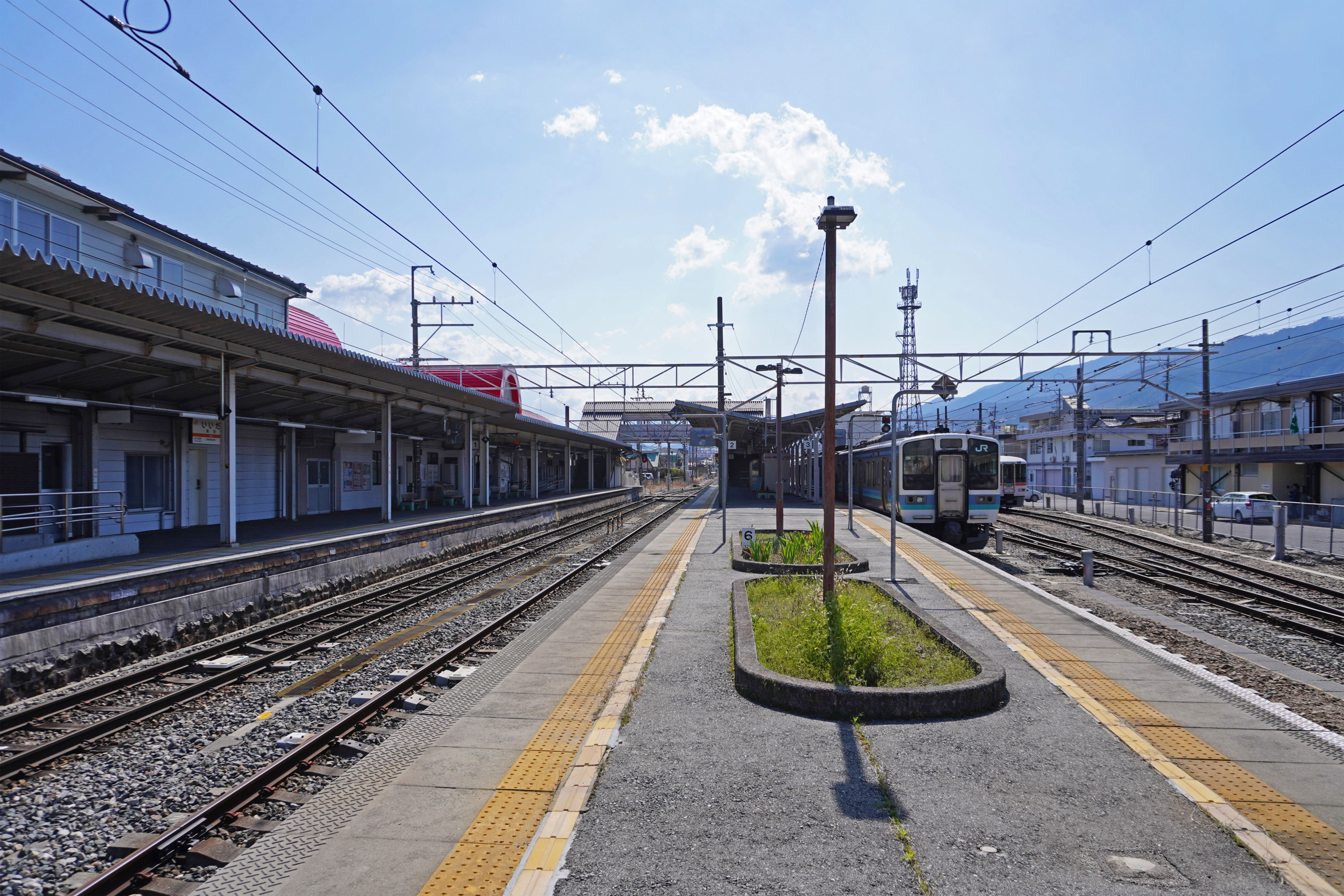
月台(2023年4月)

## 車站構造
單式月台1面1線與島式月台1面2線的地上車站。南側的單式月台與站舎連接、月台北側有留置線。
站長・站員配置站（直營站）。管理站、負責中井侍 - 伊那大島間各站的管理。
站房以信州名産蘋果作為主題、特征是屋頂。有人車站、站房內設有綠色窗口。JR飯田支店在車站内。

### 月台配置
| 月台 | 路線   | 方向 | 目的地           |
| ---- | ------ | ---- | ---------------- |
| 1－3 | 飯田線 | 上行 | 天龍峽、豐橋方向 |
| 1－3 | 飯田線 | 下行 | 辰野方向         |

## 利用狀況
乘車人員如下。
- 2003年度 - 1,349人
- 2004年度 - 1,296人
- 2005年度 - 1,195人
- 2006年度 - 1,170人
- 2007年度 - 1,117人

## 車站周邊
飯田市的中心站、站前有廣大的商店街。
- PIAGO飯田站前店
- 飯田風越高校
- 車站正面向縣道飯田停車場線伸展、往前（200m）是國道151號起點。

### 巴士站
東京方向的中央高速巴士・名古屋方向的中央道高速巴士和長野方向的「みすずハイウェイ巴士」、市内線用的飯田市民巴士、信南交通巴士在飯田站前發着。高速巴士的始發・終着站為800m之外的飯田巴士中心（飯田商工會館1階）。
- 路線巴士・自治體巴士
  - 大瀨木・二つ山・山本經由 駒場・曾山入口、昼神溫泉方向
  - 縣站經由 市立病院經由駒場、三日市場、三穂、久堅、千代（乘合的士）、阿南方向
  - 下山經由 氏乘（蕎木村民巴士）、蕎木大島（同）、遠山郷方向
  - 循環線 左回、右回方向
  - 市街地循環線 丸山方向、銀座・傳馬町方向
  - 大休方向
  - 飯田高校方向
  - 阿島循環 左回、右回方向
  - 上市田線 上市田（乘合的士）方向
- 高速巴士
  - 新宿行（中央高速巴士）
  - 松本行、長野行（みすずハイウェイ巴士）
  - 名古屋行（中央道高速巴士）

## 历史
- 1923年（大正12年）8月3日 - 伊那電氣鐵道往元善光寺站延伸之際的終着站（一般站）開業。
- 1926年（大正15年）12月17日 - 伊那電氣鐵道往伊那八幡站延伸，本站成為中間車站。
- 1943年（昭和18年）8月1日 - 伊那電氣鐵道線飯田線部份收歸國有，成為國鐵車站。
- 1960年（昭和35年）11月 - 第二代站舎改築。
- 1984年（昭和59年）1月16日 - 専用線發着以外的貨運服務停止。
- 1984年（昭和59年）1月21日 - 停止貨運服務（變為旅客站）。
- 1985年（昭和60年）3月14日 - 停止行李託運服務。
- 1987年（昭和62年）4月1日 - 國鐵分割民營化，改歸東海旅客鐵道。
- 1992年（平成4年）2月8日 - 第三代站舎（現用）改築。
- 2002年（平成14年）11月 - 月台改良工程完成。

## 相鄰車站
東海旅客鐵道（JR東海）
 飯田線
- 特急「伊那路」到發站

■快速「水篶」
飯田－（只限上行停靠櫻町站）－元善光寺
■普通
切石－飯田－櫻町

## 外部連結
- 飯田 - 東海旅客鐵道